# Зимбабве на Светском првенству у атлетици на отвореном 2022.
Зимбабве је учествовао на 18. Светском првенству у атлетици на отвореном 2022. одржаном у Јуџину  од 15. до 25. јула осамнаести пут, односно учествовао је на свим првенствима до данас. Репрезентацију Зимбабвеа представљала су 3 атлетичара који су се такмичили у 3 дисциплине. , 
На овом првенству такмичари Зимбабвеа нису освојили ниједну медаљу али је оборен један национални рекор.

## Учесници
Мушкарци:
- Тинотенда Матијенга — Трка на 200 метара
- Исак Мпофу — Маратон
- Ченгетаји Мапаја — Троскок

## Резултати

### Мушкарци
| Атлетичар           | Дисциплина | Лични рекорд | Квалификације | Квалификације | Полуфинале           | Полуфинале           | Финале               | Финале       | Детаљи |
| Атлетичар           | Дисциплина | Лични рекорд | Резултат      | Место         | Резултат             | Место                | Резултат             | Место        | Детаљи |
| ------------------- | ---------- | ------------ | ------------- | ------------- | -------------------- | -------------------- | -------------------- | ------------ | ------ |
| Тинотенда Матијенга | 200 м      | 20,58        | 20,72 (.720)  | 7. у гр. 3    | Није се квалификовао | Није се квалификовао | Није се квалификовао | 34 / 44 (49) |        |
| Исак Мпофу          | Маратон    | 2:10:24      |               |               |                      |                      | 2:07:56 НР, ЛР       | 10 / 54 (63) |        |
| Ченгетаји Мапаја    | Троскок    | 17,26        | 15,75         | 12. у гр. Б   | Није се квалификовао | Није се квалификовао | Није се квалификовао | 27 / 27 (29) |        |